# یواس‌اس توناواندا (۱۸۶۴)
یواس‌اس توناواندا (۱۸۶۴) (به انگلیسی: USS Tonawanda (1864)) یک کشتی بود که طول آن ۲۵۸ فوت ۶ اینچ (۷۸٫۷۹ متر) بود. این کشتی در سال ۱۸۶۴ ساخته شد.